# Agoudimos Lines
Die Agoudimos Lines (englisch) war eine griechische Reederei, die 1991 gegründet wurde und mehrere Fährschiffe betrieb. Im Juli 2013 stellte die Reederei wegen finanzieller Schwierigkeiten den Fährbetrieb ein.

## Geschichte
Die Agoudimos Lines wurde 1991 in Piräus gegründet. Das erste Schiff der Reederei war die Kapetan Alexandros, die 1962 als Doric Ferry in Dienst gestellt wurde. In den Folgejahren kaufte die Reederei weitere gebrauchte Schiffe für den Fährbetrieb vor Griechenland auf. Zum Zeitpunkt ihrer Auflösung bestand die Flotte von Agoudimos aus insgesamt vier Schiffen.
Im Juli 2013 geriet die Agoudimos Lines in finanzielle Schwierigkeiten, wodurch die Löhne der angestellten Besatzungsmitglieder nicht bezahlt werden konnten. Bereits im Vorjahr war eines der Schiffe der Reederei aus dem gleichen Grund arrestiert worden. Die Besatzungsmitglieder der Penelope A weigerten sich daraufhin, die im Hafen von Rafina liegende Fähre zu verlassen und streikten. Sämtliche Schiffe der Reederei wurden arrestiert und zum Verkauf angeboten. Alle ehemaligen Einheiten der Agoudimos Lines wurden mittlerweile verschrottet. Als letztes Schiff stand die ehemalige Ionian Spirit als St. Damian noch bis 2021 im aktiven Dienst und ging 2022 zum Abbruch. Das letzte existierende Schiff der Reederei war die 2025 verschrottete Penelope A.

## Schiffe
| Jahr        | Name               | Tonnage    | Bauwerft                                               | Status/Schicksal                                                                 |
| ----------- | ------------------ | ---------- | ------------------------------------------------------ | -------------------------------------------------------------------------------- |
| 1991 (1962) | Kapetan Alexandros | 3.250 BRT  | Ailsa Shipbuilding Company, Troon                      | ehemals Doric Ferry; 2009 in Aliağa verschrottet                                 |
| 1992 (1972) | Penelope A         | 5.590 BRT  | Arsenal de la Marine National Francaise, Brest         | ehemals Horsa; 2013 arrestiert, 2025 in Aliağa verschrottet                      |
| 2000 (1975) | Penelope A         | 11.335 BRT | Schichau Unterweser, Bremerhaven                       | ehemals European Gateway; 2005 verkauft, 2013 in Aliağa verschrottet             |
| 2004 (1974) | Ionian Sky         | 19.539 BRT | Hayashikane Shipbuilding & Engineering Co, Shimonoseki | ehemals Sapporo Maru; 2013 an NEL Lines verchartert, 2020 in Aliağa verschrottet |
| 2004 (1991) | Ionian King        | 19.904 BRT | Ishikawajima-Harima, Tokio                             | ehemals Ferry Lavender; 2011 verkauft, 2017 in Alang verschrottet                |
| 2007 (1972) | Ionian Spirit      | 4.299 BRT  | Meyer Werft, Papenburg                                 | ehemals Viking 3; 2012 arrestiert, 2022 in Aliağa verschrottet                   |